# Blaugras-Horstseggenrasen
Der Blaugras-Horstseggenrasen (Seslerio-Semperviretum) ist eine Assoziation (Pflanzengesellschaft) des pflanzensoziologischen Verbandes Alpine Blaugras-Rasen (Seslerion albicantis). Es ist die typische Pflanzengesellschaft steiler Alpenrasen auf kalkhaltigem Gesteinsschutt als Untergrund. Die beiden wichtigsten Pflanzenarten sind das Kalk-Blaugras (Sesleria albicans, syn. Sesleria caerulea) und die Horst-Segge (Carex sempervirens). Ihre Rhizome, das heißt ihre unterirdischen Sprossteile, bilden ein dichtes Geflecht, welches den labilen Boden zusammenhält. Dieses Geflecht lässt aber trotzdem genug Platz für andere Arten dieser reichen Pflanzengesellschaft. 
In der Sukzession folgt der Blaugras-Horstseggenrasen der Kalkschutthalde. Diese ist zuerst ohne Boden und Vegetation, wird aber nach und nach von Pionierpflanzen wie der Silberwurz (Dryas octopetala) oder Spalierweiden (z. B. Salix reticulata) besiedelt. Nach und nach schließen sich die bewachsenen Flecken zu einem geschlossenen Rasen zusammen, welcher allmählich von den typischen Arten des Blaugras-Horstseggenrasens besiedelt wird.

## Standortbedingungen
Die typische Höhenverbreitung liegt zwischen 1900 und 2800 m ü. NN Blaugras-Horstseggenrasen sind relativ wärmeliebend. Man findet sie bevorzugt an sonnenexponierten Lagen mit einer relativ kurzen Schneebedeckung von 5–6 Monaten.
Da der Schnee früh schmilzt, reicht das Schmelzwasser meist nicht über den Sommer. Deshalb beobachtet man Anpassungen der Pflanzen, welche die Verdunstung und damit den Wasserbedarf reduzieren (Behaarung, verdickte Epidermis).
Der Boden ist eine verbraunte Rendzina mit einem pH um 6.5 (Humuskarbonatboden). Die dunkle Farbe des Humus bewirkt eine starke lokale Erwärmung des Bodens.
Der Boden ist in dieser steilen Lage und auf dem lockeren Untergrund in einer ständigen langsamen Fliessbewegung nach unten (Solifluktion). Dadurch reißt das dichte Rhizomgeflecht streifenförmig auf und legt Erosionslücken frei, welche von zahlreichen Kräutern besiedelt werden. Es bildet sich der typische treppenartige Aufbau der Blaugras-Horstseggenrasens.
Andererseits erhält der Rasen einen ständigen Eintrag von neuem Kalkschutt von den darüber liegenden, verwitternden Felsen. Deshalb bleibt der Boden immer karbonathaltig.

## Artenzusammensetzung (Beispiele)
Ein solcher Rasen enthält oft über 50 Pflanzenarten, deutlich mehr als die Wiesen im Flachland. Viele sind typische Zeigerpflanzen kalkhaltiger Böden. 
Einige typische Arten in den Schweizer Alpen sind: 
- Alpen-Aster (Aster alpinus),
- Brillenschötchen (Biscutella laevigata),
- Großblütiges Sonnenröschen (Helianthemum grandiflorum),
- Alpen-Sonnenröschen (Helianthemum alpestre),
- Alpen-Kreuzblume (Polygala alpestris),
- Frühlingsenzian (Gentiana verna),
- Alpen-Steinquendel (Acinos alpinus),
- Ungleichblättriges Labkraut (Galium anisophyllum),
- Berg-Spitzkiel (Oxytropis jacquinii),
- Gemswurz-Greiskraut (Senecio doronicum),
- Kugelige Teufelskralle (Phyteuma orbiculare),
- Glanz-Skabiose (Scabiosa lucida).